# Salinibacter ruber
Salinibacter ruber è una specie di battere rosso e di forma rotonda dalle abitudini estremamente alofile scoperto per la prima volta in una salina nella zona di Alicante, in Spagna, nel 2002 dal gruppo di ricerca diretto da Antón et al. È una specie incapace di crescere adeguatamente a concentrazioni saline inferiori al 15%, raggiungendo la sua crescita ottimale tra il 20% e il 30%. Malgrado la maggior parte dei microrganismi presenti in condizioni di alta salinità appartengano al gruppo Archaea, S.ruber forma dal 5% al 25% della totalità della comunità batteriana delle saline in territorio spagnolo.
Salinibacter ruber è relazionata con il genere Rhodothermus, genere dalle caratteristiche termofile e solo minormente alofile. Malgrado ciò, la composizione strutturale delle proteine di questa specie sembra essere più simile a quelle riscontrate nella famiglia Halobacteriaceae.
Questa specie risponde al tipo nomenclaturale M31T(= DSM 13855T = CECT 5946T).